# Paul Van de Velde
Paul Van de Velde (Likasi, 15 februari 1922 - Waasmunster, 13 augustus 1972) was een Vlaams televisiepresentator bij het NIR uit de beginperiode van de Vlaamse televisie. Hij was ook een verklaard voorstander van het Algemeen Nederlands. Hij kreeg vooral bekendheid als quizmaster en spelleider van onder andere "Hebt ge ze alle vijf?", "100.000 of niets", "Wat 'n stiel" en "'t Is maar een woord". Hij kwam op 50-jarige leeftijd om het leven bij een auto-ongeval.